# Boloria sifanica
Boloria sifanica är en fjärilsart som beskrevs av Grum-grshimailo 1891. Boloria sifanica ingår i släktet Boloria och familjen praktfjärilar. Inga underarter finns listade i Catalogue of Life.